# إكزيما اليد
إكزيما اليد أو أكزيما عسر العرق ويسمى أيضا باكزيما ربات البيوت هو مرض جلدي يصيب الراحتين والأخمصين، وأحيانا قد يكون من الصعب تمييزها عن التهاب الجلد التأتبي، التهاب الجلد التماسي، والصدفية، والتي تشمل عادة أيضا اليدين. ونسبة اصابة النساء أكثر من الرجال وهو مرض غير معدي يسبب الكثير من الإزعاج لدى المرضى لمايسببه له من تشويهات موقتة في الجلد من ظهور احمرار وتقشر مع جفاف شديد في اليدين.

## الأعراض
تظر الإصابة عادة في منطقة معينة من اليد وخصوصا اليد اليمنى تزداد رقعتها لتشمل كل اليد وممكن ان تنتقل إلى اليد الأخرى وتكون الإصابة على شكل احمرار وتقشر في الجلد مصحوب بقطوع صغيره وحكه شديده وممكن في بعض الحالات مصحوبه بالتهاب صديدي وتقرحات جلدية.

## الأسباب
هناك عدد من الأسباب المختلفة للأصابة بالتهاب الجلد في اليدين هذا المرض عادة مايكون بسبب التعرض للصابون أو للمياه بشكل مفرط أو نتيجه للتعرض لمواد التنظيف ولمسها مباشره باليدين مثل الكلوركس وغيرها.ومن أهم الأسباب للتعرض لهذا المرض:
1- الحساسية. لدى بعض الاشخاصة تكون حساسية الجلد في بعض الأحيان مرتفعة وتسبب في ردة فعل غير طبيعية لبعض المواد لدى بعض الأشخاص.
2- الإصابة بالربو أو إلتهاب للزحمة أو التهاب أذن سمعية أو شري مزمن.
3- المواد المهيجة (الكيماوية). مثل المذيبات والمطهرات والمنظفات والمواد الحامضية والقلوية وحتى الماء، تعمل على تقشير الجلد من الطبقة الطبيعية التي تحميه، وتأثير هذه المواد يكون قوياً جداً وخاصة عندما يكون الجلد ملتهباً أو متهيجاً.
4- عامل الوراثة أو الطبيعة الجسمانية أو الذهينة للشخص.
5-الحالة النفسية العاطفية تلعب دور في تفاقم وانتكاس المرض.

## العلاج
طرق العلاج عديدة لهذا الاضطراب ومن اهمها:
• تجنب تعرض اليدين لفترات طويله ومتكرره للماء وينصح دائما بلبس قفازات عند التعرض للماء وخاصة للذين لا يوجد عندهم حساسية للمطاط أو المواد المصنعة للقفازات.
• تجفيف اليدين مباشره بعد الغسل
• استخدام مرطب للجلد كالفازلين أو كريمات اليد الأخرى أوزيت الزيتون وغيرها من المواد المرطبه للجلد.
• الابتعاد عن الأعمال التي تتطلب مواد سائلة أو مهيجة.
• استعمال الستيرودات الموضعي (Topical steroids) يخفف من الالتهابات ولكنه يحتاج إلى أخذ استشارة الطبيب لأن بعضها له أعراض جانبية عديدة.
• أعطاء المصاب مضادات حيوي أما عن طريق الفم أو دهان موضعي مثل فلوكلكساسلين(Flucloxacillin) وأيضا يحتاج لاستشارة الطبيب.
• العلاج الضوئي (PUVA) ويتم لبعض الحالات المزمنة.